# Attractive Hokkaido
『Attractive Hokkaido』（アトラクティブ・ホッカイドウ）は、FM NORTH WAVEで放送されていたラジオ番組。

## 概要
北海道エアポートが管理する道内7箇所の空港を通じて、各空港周辺の観光スポットやグルメ情報を通じて北海道の魅力を紹介する番組。月替りで1箇所の空港をテーマとし、その空港の周辺地域から主に毎週1つの市町村のスポットを店舗スタッフとのインタビューも交えて取り上げている。

## 出演者
- 増田佳織（2021年4月 - 2022年3月）
- 伊藤沙菜（2022年4月 - 2024年3月）

## 放送局・放送時間
| 放送対象地域 | 放送局        | 放送期間                        | 放送時間           | 放送基準 |
| ------------ | ------------- | ------------------------------- | ------------------ | -------- |
| 北海道       | FM NORTH WAVE | 2021年04月07日 - 2024年03月27日 | 水曜 16:30 - 17:00 | 製作局   |
| 千葉県       | bayfm         | 2022年04月02日 - 2024年03月23日 | 土曜 21:30 - 22:00 | 4日先行  |